# Lestremia parvostylia
Lestremia parvostylia is een muggensoort uit de familie van de galmuggen (Cecidomyiidae). De wetenschappelijke naam van de soort is voor het eerst geldig gepubliceerd in 1994 door Jaschhof.